# Chỉ (thực vật)
Chỉ hay còn gọi là cam ba lá, cam đắng Trung Quốc (Poncirus trifoliata L., từ đồng nghĩa Citrus trifoliata) là một loài thực vật thuộc họ Cửu lý hương (Rutaceae) và có mối quan hệ họ hàng gần gũi với chi Cam chanh (Citrus) - trong một số trường hợp cũng được xếp vào chi Cam chanh. Loài này được L. miêu tả khoa học đầu tiên năm 1763. Vì vậy ta có thể dùng Cam ba lá trong việc ghép cành với các loài thuộc chi Cam chanh khác. Điểm khác biệt giữa cam ba lá với các loài thuộc chi Cam chanh là nó có lá phức sớm rụng và quả có lông tơ. Bản địa loài này là miền bắc Trung Quốc và Triều Tiên.
Đây là loài thực vật có sức chống chịu tốt (USDA zone 5), nó vẫn tồn tại được trong các điều kiện giá rét và tuyết rơi ở mức độ trung bình (mặc dù lúc này cây chỉ ở dạng cây bụi lớn cao 4 đến 8 mét). Vì vậy cam ba lá thường được dùng làm cây bố trong việc ghép cây với các loại cây mẹ thuộc chi Cam chanh có sức chống chịu kém hơn.
Chi Poncirus được nhận diện bởi các gai lớn 3-5 phân ở trên cành non và các lá rụng sớm với 3 (đôi khi là 5) lá chét; thông thường lá chét ở giữa dài 3-5 phân và các lá chét hai bên dài 2-3 phân. Hoa có màu trắng, nhị hồng, đường kính 3-5 phân, so với hoa của các loài thuộc chi Cam chanh thì lớn hơn nhưng hình dạng rất giống nhau. Mùi hương của hoa cam ba lá thì không đậm bằng hoa của các loài thuộc chi Cam chanh. Đồng thời đối với chi Cam chanh thì lá của chúng sẽ tỏa ra một mùi nồng khi bị vò nát.
Quả của Cam ba lá có màu xanh lục, khi chín ngả màu vàng, vỏ quả nhăn nheo đường kính 3-4 phân, nhìn giống như một quả cam nhỏ nhưng bề mặt có phủ lông tơ. Quả của loại cam không thích hợp để ăn tươi vì có vị chua loét và rất đắng nhưng có thể dùng để làm mứt cam, hoặc phơi khô, nghiền thành bột để làm gia vị.
Giống "Flying Dragon" hơi khác so với loài điển hình, cành xoắn, hoa ít mùi thơm và quả nhỏ hơn.

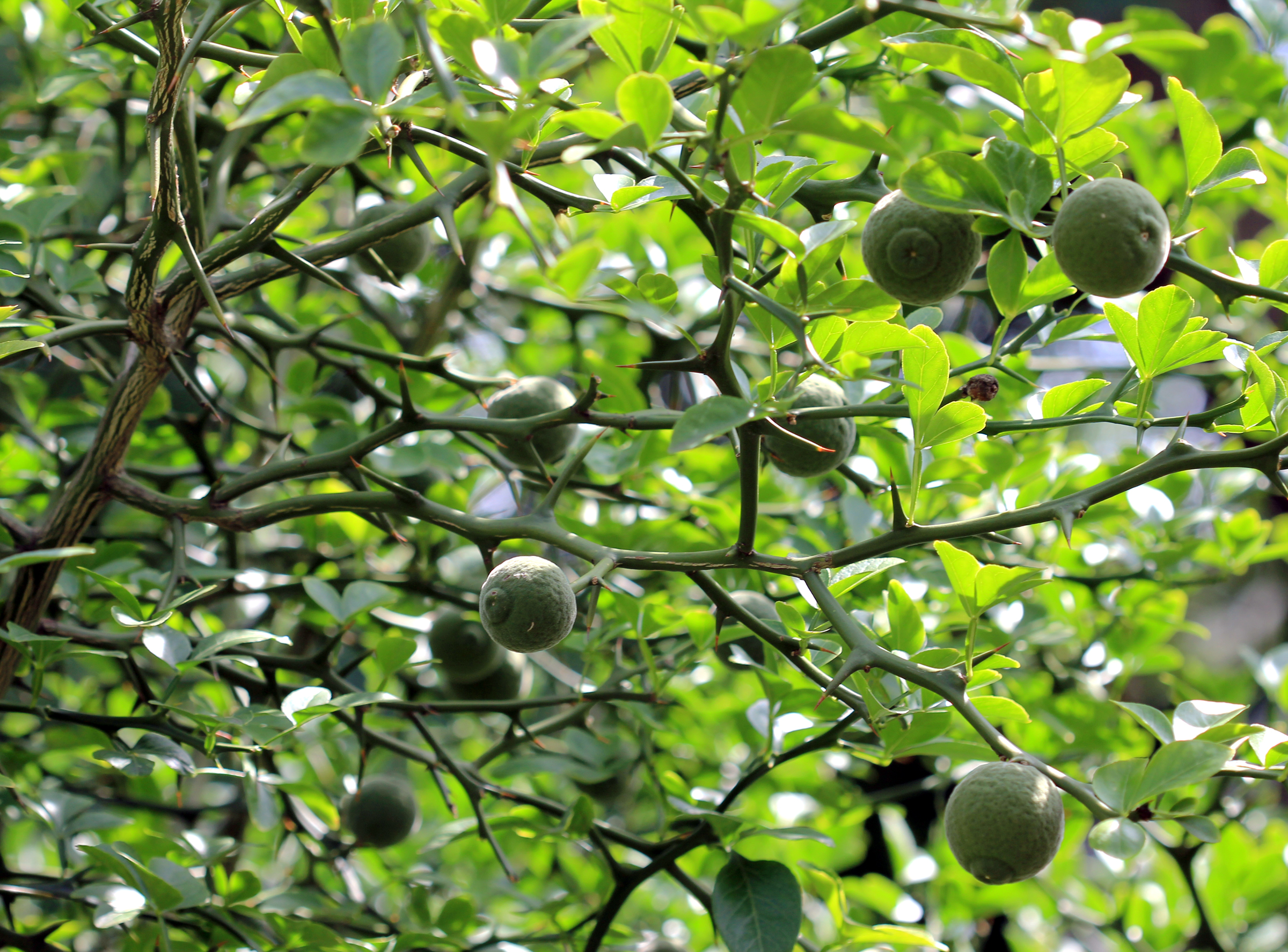
Fruit of Poncirus trifoliata in Botanical garden Praha